# Metaphycus kincaidi
Metaphycus kincaidi är en stekelart som beskrevs av Timberlake 1929. Metaphycus kincaidi ingår i släktet Metaphycus och familjen sköldlussteklar. Inga underarter finns listade i Catalogue of Life.